# Stora Erik-Nilsatjärnen
Stora Erik-Nilsatjärnen är en sjö i Bodens kommun i Norrbotten och ingår i Luleälvens huvudavrinningsområde.